# Alpbach (Reuss)
Der Alpbach (im Oberlauf Fulbach) ist ein rund zehn Kilometer langer linker Nebenfluss der Reuss auf dem Gebiet der Gemeinde Erstfeld im Schweizer Kanton Uri.

## Geographie

### Verlauf
Das Flüsschen entspringt als Fulbach auf etwa 2512 m ü. M. unterhalb des Glatt Firns am Südosthang des Graw Stocks. Nach der Einmündung einiger Quellbäche fliesst er in den Obersee. Er verlässt den Bergsee und überwindet zugleich einen 80 Meter und einen 20 Meter hohen Wasserfall, ehe er eine relativ flache, sumpfige Ebene erreicht. Hier passiert er den Fulensee und fällt dann 90 Meter tief eine Talstufe hinunter, wo er sich am Beginn des Erstfeldertals mit dem etwas grösseren Sunnig Grundbach zum Alpbach vereinigt. Der Alpbach fliesst nun gegen Osten durch eine enge Schlucht, bevor er die Weidestufen Noflenberg, Bodenberg, Restiberg, Ribiberg, Sagerberg und Plattenberg durchquert. Nach einer zweiten Schluchtpassage erreicht er den Schwemmfächer im Reusstal und überquert den Taubachtunnel der A2. Er mündet schliesslich im Dorf Erstfeld auf 467 m ü. M. in die Reuss.  
Beim Weiler Bodenberg münden von Süden der Chesselbach und der Eienbach, der unterhalb einer hohen Felsstufe beim Leidsee entspringt, in den Alpbach.

### Einzugsgebiet
Das 30,68 km² grosse Einzugsgebiet des Alpbachs liegt in den Urner Alpen und wird durch ihn über die Reuss, die Aare und den Rhein zur Nordsee entwässert.
Es besteht zu 22,3 % aus bestockter Fläche, zu 6,6 % aus Landwirtschaftsfläche, zu 0,3 % aus Siedlungsfläche und zu 70,7 % aus unproduktiven Flächen.
Die Flächenverteilung
Die mittlere Höhe des Einzugsgebietes beträgt 1980 m ü. M., die minimale Höhe liegt bei 468 m ü. M. und die maximale Höhe bei 3166 m ü. M.

### Zuflüsse
- Grundbach (links)
- Drosselbodenbach (rechts)
- Klimmse (links)
- Pläglital(bach) (links)
- Brunnental(bach) (links)
- Grosstal(bach) (links)
- Mettlenbach (rechts)
- Eienbach (rechts)
- Geisstal(bach) (links)
- Ribi (rechts)
- Schindellauwi (rechts)
- Rütelital(bach) (links)
- Restilauwi (rechts)
- Langlauwi (rechts)
- Reckenlauwi (rechts)
- Hölltal(bach) (rechts)
- Quellental(bach) (rechts)
- Rutschtal(bach) (rechts)
- Birchlital(bach) (rechts)
- Hängibergchrächä (rechts)

## Messstationen
Eine Gewässermessstation befindet sich bei Bodenberg im Alpbachtal auf 1022 Meter Höhe.

## Hydrologie
Bei der Mündung des Alpbachs in die Reuss beträgt ihre modellierte mittlere Abflussmenge (MQ) 1,68 m³/s. Sein Abflussregimetyp ist a-glacio-nival und seine Abflussvariabilität beträgt 13.